# الاتصال المباشر (فلم)
الاتصال المباشر (بالإنجليزية: Direct Contact) هو فيلم حركة تم إنتاجه في الولايات المتحدة وصدر سنة 2009 بطولة دولف لندجرين ومايكل باري.

## القصة
يتم إعطاء سجين أمريكي في سجن بلغاري فرصة لإستعادة حريته ان تمكن من إنقاذ إمراة أمريكية مخطوفة.

## الميزانية والإيرادات
حقق الفيلم أرباح تقدر بـ 6 ملايين دولار.

## وصلات خارجية
- مقالات تستعمل روابط فنية بلا صلة مع ويكي بيانات

الاتصال المباشر على IMDb
الاتصال المباشر على Rotten Tomatos